# My Melody of Love
«My Melody of Love» es una canción interpretada por el cantautor estadounidense Bobby Vinton. Fue publicada en agosto de 1974 como el sencillo principal de su álbum Melodies of Love.

## Escritura y temática
Vinton adaptó «My Melody of Love» de una canción schlager alemana compuesta por Henry Mayer, titulada «Herzen haben keine Fenster». Fue un éxito en Alemania y Austria para la cantante austríaca Elfi Graf. A Vinton se le ocurrió la idea de adaptar la canción de Mayer mientras actuaba en Las Vegas, Nevada. La letra de Vinton usa un estribillo que cambia entre inglés y polaco:
Moja droga, ja cię kocham,
Means that I love you so.
Moja droga, ja cię kocham,
More than you'll ever know.
Kocham ciebie całym sercem,
Love you with all my heart.
En una entrevista con Rick  Yampert para The Daytona Beach News-Journal, Vinton declaró que fue idea de su madre que cantara en polaco. “Le dije: ‘Nadie va a poner nunca una canción polaca en la radio’. Ella me respondió: ‘Bueno, ¿cómo lo sabes? Escribe una canción’. Entonces le dije: “Está bien, ma, para hacerte feliz”.

## Recepción de la crítica
Un escritor no especificado de la revista Cash Box escribió: “Bobby ha regresado con su salida más comercial en años y una que definitivamente lo ubicará en lo alto de las listas por primera vez en un buen par de años. Esta salida pop/MOR de ritmo constante con un fuerte sabor musical internacional hace que la primera salida de Bobby para este nuevo sello sea muy especial y uno para mantener tanto los ojos como los oídos. Una melodía que será recordada durante mucho tiempo”.

## Rendimiento comercial
En Estados Unidos, «My Melody of Love» debutó en el puesto número 47 de la lista Easy Listening durante la semana que terminó el 14 de septiembre de 1974, donde se desempeñó como el cuarto debut más alto de la edición. Después de escalar de manera constante la lista durante seis semanas consecutivas, encabezó la lista el 9 de noviembre de 1974, donde desplazó la canción de John Denver, «Back Home Again», del puesto más alto. «My Melody of Love» salió de la lista Easy Listening el 28 de diciembre en la posición número 27; en total, pasó dieciséis semanas consecutivas entre los rankings de la lista. En la lista de sencillos de todos los géneros, «My Melody of Love» alcanzó la posición número 3 el 16 de noviembre de 1974.
Fuera del país natal de Vinton, el sencillo tuvo un éxito comercial similar. En Canadá, el sencillo debutó en el puesto número 39 de la lista RPM Pop Music Playlist durante la semana que terminó el 19 de octubre de 1974, donde se desempeñó como el segundo debut más alto de la edición. En su sexta semana en la lista, «My Melody of Love» alcanzó el segundo lugar, por debajo de «Longfellow Serenade» de Neil Diamond. «My Melody of Love» salió de la lista Pop Music Playlist el 28 de diciembre en la posición número 35; en total, pasó once semanas consecutivas entre los rankings de la lista. En la lista de sencillos de todos los géneros, «My Melody of Love» alcanzó el puesto número uno el 30 de noviembre de 1974 y mantuvo esa posición durante tres semanas. 

## Lista de canciones
7-inch single – ABC-12022
1. «My Melody of Love» – 3:08
2. «I'll Be Loving You» – 2:46

## Posicionamiento

### Gráfica semanal
| Gráfica (1974)                            | Pico de posición |
| ----------------------------------------- | ---------------- |
| Australia (Kent Music Report)             | 17               |
| Bélgica (Flandes) (Ultratop Singles)      | 18               |
| Canadá (RPM Top Singles)                  | 1                |
| Canadá (RPM Pop Music Playlist)           | 2                |
| Estados Unidos (Billboard Hot 100)        | 3                |
| Estados Unidos (Billboard Easy Listening) | 1                |

### Gráfica de fin de año
| Gráfica (1974)                | Pico de posición |
| ----------------------------- | ---------------- |
| Australia (Kent Music Report) | 188              |
| Canadá (RPM Top Singles)      | 10               |

## Certificaciones y ventas
| País                                                     | Certificación | Ventas   |
| -------------------------------------------------------- | ------------- | -------- |
| Estados Unidos (RIAA)                                    | Oro           | 500 000* |
| *cifras de ventas basadas únicamente en la certificación |               |          |